# بالد
بالد، روستایی از توابع بخش مرکزی شهرستان اردل و 30 کیلومتری شهر اردل در استان چهارمحال و بختیاری ایران است.این روستا از قدیمی ترین روستاهای استان به حساب می آید که دارای طبیعت بسیار زیبایی می باشد دو چشمه آب سرده و صمصامی در این روستا به هم می پیوندد و در فصل بهار گردشگران زیادی را به خود جذب می نماید.80درصد مردم این روستامشغول فروش و صادرات فرش می باشند و و از دیگر مشاغل این روستا میتوان به دامپروری و کشاورزی و پروش آبزیان اشاره نمود.و یکی از بهترین روستا ها در منطقه روگر است

## جمعیت
این روستا در دهستان پشتکوه قرار دارد و براساس سرشماری مرکز آمار ایران در سال ۱۳۸۵، جمعیت آن ۲۶۵ نفر (۵۲خانوار) بوده‌است.